# Elasmopus karamani
Elasmopus karamani is een vlokreeftensoort uit de familie van de Maeridae. De wetenschappelijke naam van de soort is voor het eerst geldig gepubliceerd in 2009 door Souza-Filho & Senna.